# Autoroute A21 (Autriche)
Pour les articles homonymes, voir A21.
L'autoroute autrichienne A21 (en allemand : Wiener Außenring Autobahn (A21) ou Autoroute Circulaire de Vienne) est un axe autoroutier situé en Autriche, qui relie Vienne.